# Omolicna puertana
Omolicna puertana är en insektsart som beskrevs av Caldwell 1951. Omolicna puertana ingår i släktet Omolicna och familjen Derbidae. Inga underarter finns listade i Catalogue of Life.